# أكرم الخطيب
أكرم إسماعيل حسن الخطيب (وُلد في 17 ديسمبر 1972) قانوني ومحامي فلسطيني، عُين مسيرًا لأعمال النائب العام في دولة فلسطين في 21 يناير 2019، خلفًا لأحمد براك بعد قرار محكمة العدل العليا الفلسطينية بوقف تعيينه، وفي 12 مارس 2019 كُلف رسميًا بالمنصب. شغل الخطيب سابقًا منصب النائب العام المساعد وكان منتدبًا للعمل لدى هيئة مكافحة الفساد الفلسطينية.
أصبح بصفته نائبًا عامًا لدولة فلسطين في 31 يوليو 2019 عضوًا في المجلس التنسيقي الأعلى لقطاع العدالة، وفي 16 أغسطس 2023 استمر بعضوية المجلس بعد تعديله.

## حياته
حصل الخطيب على درجة البكالوريوس في القانون من كلية الحقوق في جامعة عمان الأهلية في الأردن عام 1999.